# Bae Man-ku
Bae Man-ku (ur. 22 października 1977) – południowokoreański zapaśnik w stylu klasycznym. Dwukrotny uczestnik mistrzostw świata, jedenasty w 2001. Mistrz Azji w 2001; czwarty w 2003 roku.